# قطعنامه ۱۶۶۲ شورای امنیت
قطعنامه ۱۶۶۲ شورای امنیت سازمان ملل متحد که در تاریخ ۲۳ مارس ۲۰۰۶ تصویب شد، سندی بین‌المللی دربارهٔ اوضاع در افغانستان است. این قطعنامه طی نشست ۵۳۹۳ام با ۱۵ رای موافق، ۰ مخالف و ۰ ممتنع تصویب شد.